# خانه‌های بریم شماره ۲۱۹
خانه‌های بریم شماره ۲۱۹ مربوط به دوره پهلوی دوم است و در آبادان، منطقه مسکونی بریم، پلاک ۲۱۹ واقع شده و این اثر در تاریخ ۱۲ شهریور ۱۳۸۶ با شمارهٔ ثبت ۱۹۴۶۲ به‌عنوان یکی از آثار ملی ایران به ثبت رسیده است.